# Macrorrhyncha hispanica
Macrorrhyncha hispanica är en tvåvingeart som först beskrevs av Gabriel Strobl 1909.  Macrorrhyncha hispanica ingår i släktet Macrorrhyncha och familjen platthornsmyggor.
Artens utbredningsområde är Spanien. Inga underarter finns listade i Catalogue of Life.